# Aja Hirano
Aja Hirano (japonsky 平野 綾 Hirano Aja) (* 8. října 1987) je japonská zpěvačka pocházející z prefektury Aiči v Japonsku. Jedná se o seijú a J-popovou zpěvačku, která získala roli v několika anime, vizuálních novelách a televizních reklamách v Japonsku.

## Kariéra
První roky svého života strávila v Americe a poté se vrátila do Japonska. V roce 1998 se připojila k Tókjó Child Theatrical Group, divizi společnosti Space Craft Group. Posléze se začala objevovat v televizních reklamách a získala první roli jako seijú v Tenši no Šippo. V letech 2002-2003 byla členkou kapely Springs.
Po absolvování střední školy se začala vážně zabývat kariérou seijú a sólové zpěvačky. Průlom přišel roku 2006, kdy byla obsazena do role Haruhi Suzumije, ústřední postavy anime série Suzumija Haruhi no Júutsu. Úspěch u veřejnosti značně zvýšil její popularitu. Její album Bóken Dešo Dešo?, obsahující úvodní znělku anime, bylo v Japonsku vyprodáno hned v den vydání. Za tímto úspěchem následovalo namlouvání dvou hlavních anime charakterů (Reira v Nana a Misa v Death Note). Její popularita byla upevněna vítězstvím na první ceremonii Seijú Awards v kategorii „Nejlepší nováček (žena)“ a několika nominacemi. Na Tokyo International Anime Fair získala ocenění za nejlepší dabérku.
Účinkovala na koncertech Animelo Summer Live (2006 a 2007) a Suzumija Haruhi no Gekisó, jež proběhl 18. března 2007.
Aja Hirano byla také hostem na Anime Expo 2007, spolu s dalšími účinkujícími v Suzumija Haruhi no Júutsu, Minori Čiharou a Júko Gotó. V roce 2007 pokračuje v úspěšné kariéře získáním role Konaty Izumi v anime Lucky Star a koncem roku rychle po sobě jdoucím vypuštěním tří alb.

## Účinkování
Hlavní role vyznačeny tučně.

### Anime
2001
- Tenši no šippo (Saru no Momo)

2002
- Kiddy Grade (Lumière)

2003
- Tenši no šippo ču! (Saru no Momo)
- Bakuten Shoot Beyblade G Revolution (MingMing)

2004
- B-Densecu! Battle Bedaman (Charat)

2005
- Eyeshield 21 (Mamori Anezaki)
- B-Densetsu! Battle Bedaman Enkon (Pheles)
- Canvas 2: Nidži iro no Sketch (Sumire Misaki)

2006
- Galaxy Angel-Rune (Kahlua Marjoram/Tequila Marjoram)
- School Rumble ni gakki (Jóko Sasakura)
- Suzumija Haruhi no júucu (Haruhi Suzumija)
- Doraemon: Zeusdesu Naida (Tarance Claw)
- Sumomomo Momomo (Sanae Nakadžima)
- Nana (Reira Serizawa)
- Death Note (Misa Amane)
- Himawari! (Šikimi)
- Busó renkin (Mahiro Muto)
- Renkin 3-kjú Magical? Pokán (Pačira)

2007
- Gakuen Utopia Manabi Straight! (Mei Etó)
- Soreike! Anpanman (Tanpopočijan, Kokinčijan)
- Lucky☆Star (Konata Izumi, ona sama v 15. díle, Haruhi Suzumija ve 20. díle)
- Dragonaut: The Resonance (Makreen Garnet)
- Himawari!! (Šikimi)

2008
- Akaneiro ni somaru saka (Minato Nagase)
- Bleach: Fade to Black – Kimi no na o jobu (Young Sister)
- Kemeko Deluxe! (Nakamura)
- Hjakko (Ajumi Nonomura)
- Kurogane no Linebarrels (Kudžó Miu)
- Mokke (Reiko Nagasawa)
- Moegaku 5 (Megamisama)
- Macross Frontier (Mína Róšan, Nene Róra)
- Nidžú mensó no musume (Čizuko Mikamo)
- Zettai Karen Children (Kaoru Akaši)

2009
- Dragon Ball Kai (Dende) [7]
- Fairy Tail (Lucy Heartfilia)
- Jewelpet (Garnet)
- Maria Holic (Šizu Šidó)
- Queen's Blade (Nanael)
- Seinto Seija The Lost Canvas: Meió šinwa (Saša/Athéna)
- Suzumija Haruhi no júucu (Haruhi Suzumija)
- White Album (Juki Morikawa)

### OVA
- Hoši no Umi no Amuri (Femina Novum)
- Icudatte My Santa! (Mai)
- Kawa no Hikari (Wanko)
- Lucky ☆ Star OVA (Konata Izumi)
- Lupin Sansei: Green vs. Red (Yukiko)
- Šin Kjúseišu Densecu Hokuto no Ken Toki-den (Sara)

### Hry
- Eyeshield 21 (Mamori Anezaki)
- Čokobo no Fušigi na Dandžon Toki Wasure no Meikjú (Široma)
- Finalist (Honoka Serizawa)
- Galaxy Angel II (Kahlua Marjoram/Tequila Marjoram)
- Série Haruhi Suzumija jako Haruhi Suzumija:
  - Suzumija Haruhi no Jakusoku (PSP)
  - Suzumija Haruhi no Tomadoi (PS2)
  - Suzumija Haruhi no Gekidó (Wii)
  - Suzumija Haruhi no Heirecu (Wii)
  - Suzumija Haruhi no Čokurecu (Nintendo DS)
- Himekiši Monogatari -Princess Blue- (Yuna＝Ekuberuto Ódžo)
- Lucky ☆ Star no Mori (Konata Izumi)
- Lucky ☆ Star ～Rjóó Gakuen Otósai～ (Konata Izumi)
- Luminous Arc (Lucia)
- Memories Off 6: T-wave (Čisa Hakosaki)
- Nana: Subete wa Daimaó no Omičibiki!? (Reira Serizawa)
- Sigma Harmonics (Neon Cukijomi)
- Sumomomo Momomo: Čidžó Saikjó no Jome (Sanae Nakadžima)
- Tenši no Šippo (Saru no Momo)

### Drama
- Tadžú Džinkaku Tantei Saiko (Lolita ℃)

### DVD
- Suzumija Haruhi no Gekisó (2007)
- Love Letter (2007)
- Love Story (2008)

### Rádio
- Tenši no Šippo: Home Party (Ukončeno)
- SOS Dan Radio Shibu (Ukončeno)
- Galaxy Angel Radio (Ukončeno)
- Sumomo Radio (Ukončeno)
- Radio Anime Romakkisu (6. října, 2007)

### Drama CD
- Haruhi Suzumija no Júutsu: Sound Around (Haruhi Suzumija)

### Knihy
- Lolita no Ondo ISBN 4-04-853272-3
- Aja Hirano Photo Collection H 〜STAIRWAY to 20〜, 2007. ISBN 978-4-04-854096-4
- Aja Hirano Hadžimete Story, 2007. ISBN 978-4-07-258101-8
- 1/19 Bpm, 2007. ISBN 978-4-07-258106-3

## Diskografie

### Alba
- Breakthrough (2006)
- Bóken Dešo Dešo? (2006)
- Ašita no Prism (2006)
- LOVE★GUN (2007)
- Neophilia (2007)
- MonStAR (2007)
- Unnamed World (2008)
- Riot Girl (2008)
- Namida Namida Namida (2008)
- Set me Free/Sing A Song! (2009)
- Super Driver (2009)

### Anime alba
- Hare Hare Jukai (2006)
- Suzumija Haruhi no Cumeawase (2006)
- Suzumija Haruhi Character Song (2006)
- Saikjó Pare Parade (2006)
- Mei Etó Character Song (2006)
- Sanae Nakadžima Character Song (2006)
- Motteke! Sailor Fuku (2007)
- Konata Izumi Character Song (2007)
- Mune Pettan Girls Character Song (2007)